# Primeira Leitura (revista)
Primeira Leitura foi uma revista mensal brasileira de política, economia e cultura que sucedeu a antiga Revista República. Sua última edição circulou em junho de 2006.
O periódico era caracterizado pelo viés assumidamente liberal de seu editor-chefe Reinaldo Azevedo e por trazer informações sobre assuntos políticos tanto no plano nacional como internacional. O periódico, além disso, pautou sua atuação jornalística por críticas contundentes ao Partido dos Trabalhadores (PT) e a Lula entre os anos de 2003 e 2006.
Em razão de ser chefiado e editado, até setembro de 2004, pelo ex-ministro das Comunicações da gestão FHC (Luiz Carlos Mendonça de Barros), o periódico era tido como sendo ligado ao Partido da Social Democracia Brasileira (PSDB) e por ele controlado.
Em março de 2006, irrompeu o chamado escândalo da Nossa Caixa, que consistiria num suposto esquema de manipulação de verbas publicitárias do Banco Nossa Caixa em favor de deputados da base aliada do governador Geraldo Alckmin (PSDB). Alegou-se que a revista Primeira Leitura era uma das beneficiadas.
O encerramento da publicação aconteceu em junho de 2006, em razão da alegada ausência de anunciantes.